# Beiju
Mbeju (Beiju) is een gebakken plat brood gemaakt van maniok of tapiocameel.
Dit gerecht is een typisch Indiaans gerecht van de Tupi-guarani uit Paraguay waarbij zowel de pulp als het zetmeel uit maniok wordt gebruikt. De naam komt voort van het woord imbeiu wat in de Tupitaal "opgerold" betekent.
De bereiding van beiju is traditioneel een vrouwentaak en het brood kan de gehele dag gegeten worden, soms gevuld met gegrilde vis of enkel met peper, puur, geweekt in water of in gefermenteerd in de vorm van de traditionele drank cauim.